# Opius mirabilis
Opius mirabilis är en stekelart som beskrevs av Fischer 1958. Opius mirabilis ingår i släktet Opius och familjen bracksteklar. Inga underarter finns listade i Catalogue of Life.